# IC 316-1
IC 316-1 — галактика типу S  M (спіральна змішана галактика) у сузір'ї Персей.
Цей об'єкт міститься в оригінальній редакції індексного каталогу.